# منتخب كندا لكأس فيد
منتخب كندا لكأس فيد (بالإنجليزية: Canada Fed Cup team)‏ هو ممثل كندا الرسمي في كرة المضرب في كأس فيد.